# Yichouv
Le Yichouv ou yishouv (en hébreu יישוב « localité, agglomération, peuplement » ; l'appellation complète étant : הישוב היהודי בארץ ישראל « Hayishouv Hayehoudi bèEretz Yisraël, peuplement juif en terre d'Israël ») est un terme hébreu pour désigner l'ensemble des Juifs présents en Palestine mandataire (de 1920 à  1948) avant la création de l'État d'Israël.
On distingue le « Vieux Yichouv », ensemble des Juifs qui vivaient en Palestine sous l'Empire ottoman avant 1880, et le « Nouveau Yichouv», qui désigne les populations juives arrivées à partir des années 1860, à titre individuel, dont des Juifs yéménites, ou dans des agglomérations financées par des philanthropes, comme Moïse Montefiore ou Edmond de Rothschild, puis dans le cadre du projet sioniste de Théodore Herzl visant à créer un État juif.

## AncienYichouv

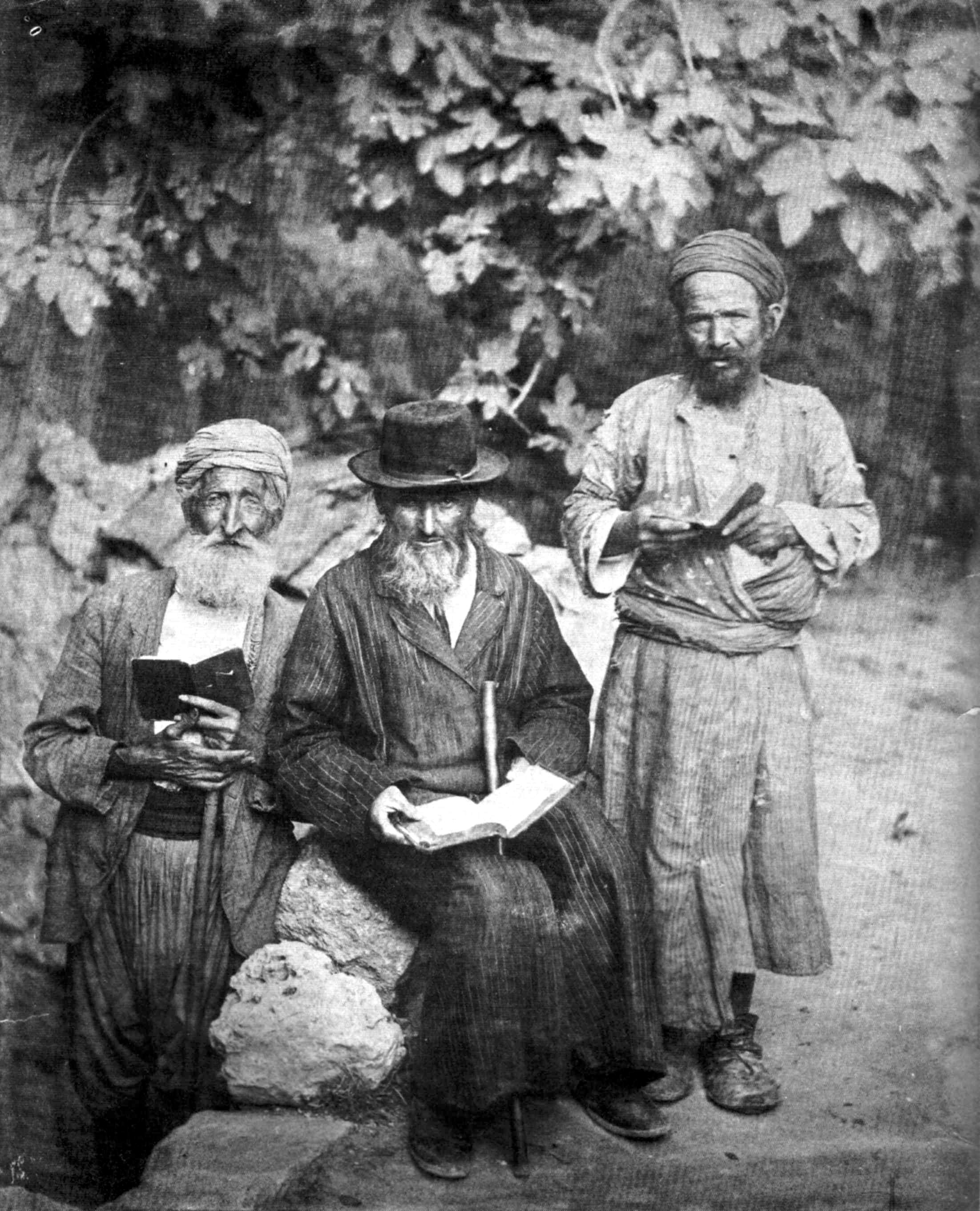
Juifs de l'ancien Yichouv, 1895.

L'ancien Yichouv fait référence à tous les Juifs ayant émigré en Judée avant l'« Aliyah des fermiers » de 1882. Il s'agissait de religieux orthodoxes dits haredim, qui vivaient majoritairement à Jérusalem, Safed, Tibériade et Hébron, tandis que des communautés plus petites se trouvaient à Jaffa, Haïfa, Peki'in (en), Acre, Naplouse, Shefa Amr et, jusqu'en 1779, à Gaza. Une grande partie d'entre eux consacraient leur temps à l'étude de la Torah et recevaient des subventions de Juifs de la diaspora.
Par extension, on désigne également sous le terme d'« ancien Yichouv » leurs descendants, entre l'Aliyah des fermiers et la création d'Israël en 1948, ainsi que les immigrants religieux qui rallièrent ces communautés orthodoxes pendant cette période.

## NouveauYichouv

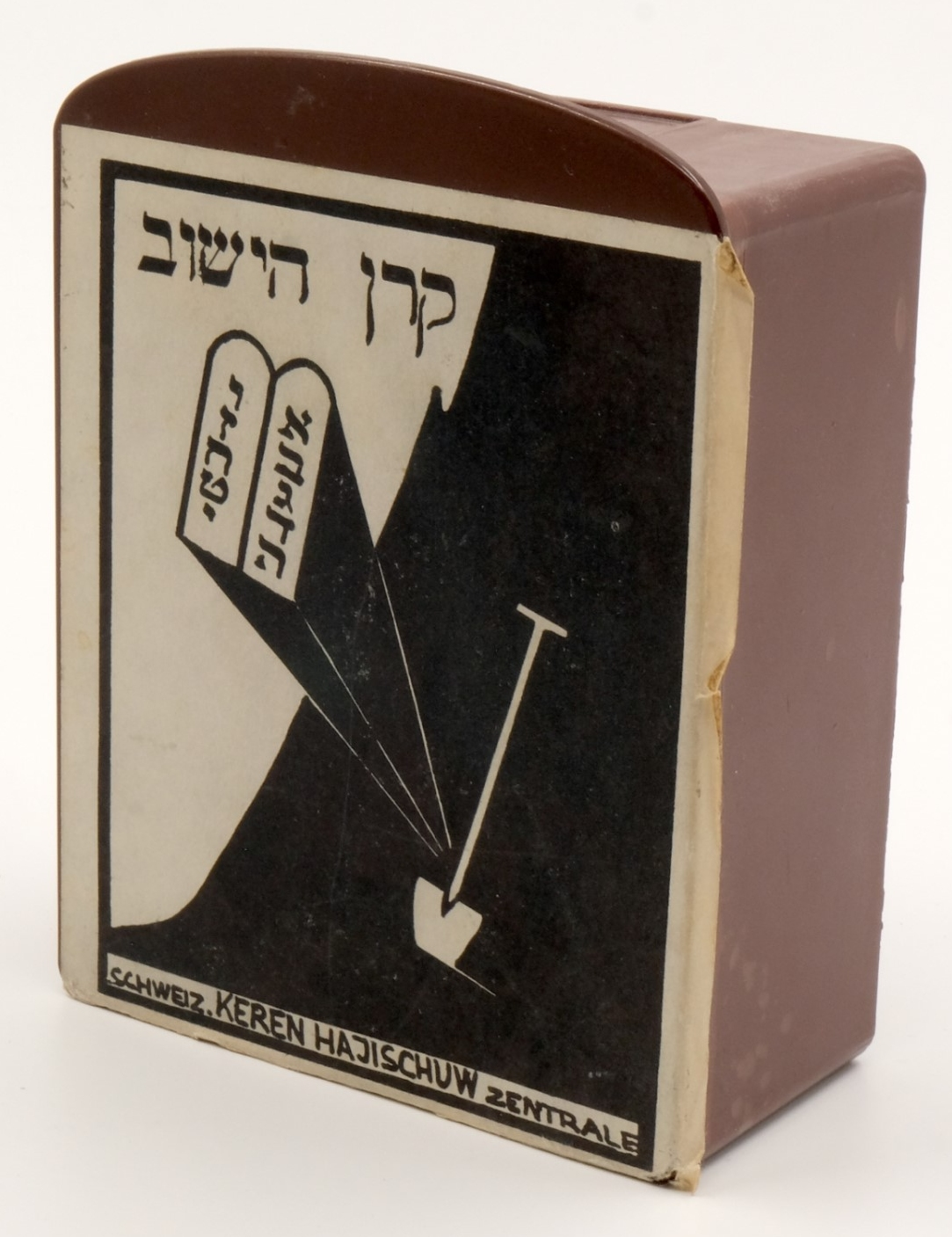
Boîte de Tsedaka (boîte de dons) pour le Keren Ha Yishouv, Zürich, 20e siecle, dans la collection du Musée juif de Suisse.

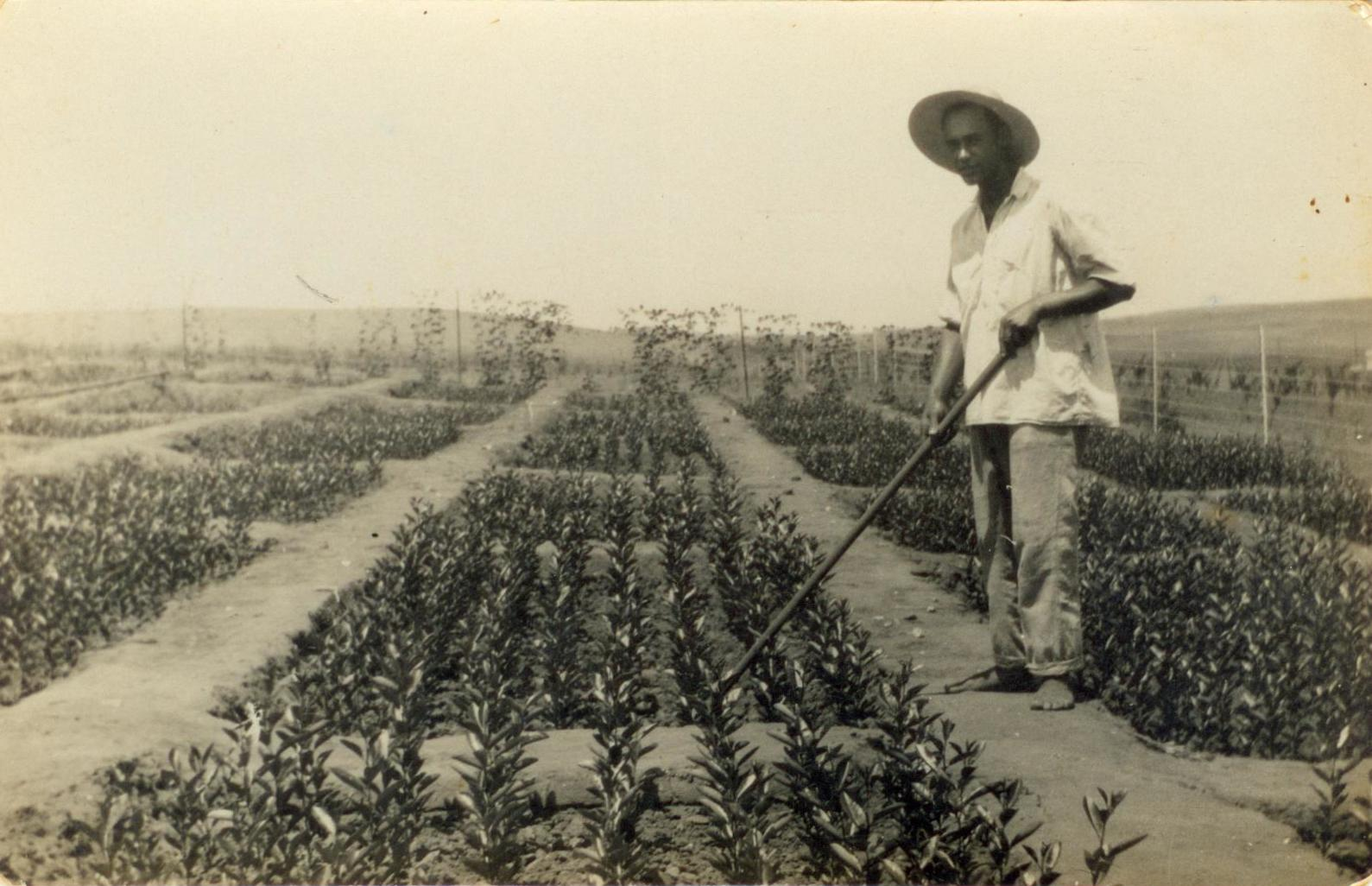
Plantation de citronniers dans les années 1930

Le nouveau Yichouv est en revanche caractérisé par son esprit pionnier et politique, placé sous l'égide du sionisme. Avec pour but de créer un État juif, ce nouveau Yichouv s'installe à partir de juillet 1882, avec les premiers immigrants du mouvement de jeunes sionistes Bilou, puis avec l'organisation des Amants de Sion. 
Le nouveau Yichouv voit sa population rapidement augmenter du fait de l'émigration juive. Il sera encore renforcé par le mandat de la SDN de 1922, lequel mandat confie à la Grande-Bretagne la réalisation d'un « foyer national Juif ». 
L'ancien et le nouveau Yichouv ont entretenu des relations complexes, alternant solidarité et conflits jusqu'à la création d'Israël en 1948, date à laquelle le Yichouv dans son ensemble (ancien et nouveau) comptait quelques 700 000 personnes.

## Musée
Il existe dans la vieille ville de Jérusalem un musée de l'Ancien Yichouv (Old Yishuv Court Museum) qui présente des milliers d'objets datant du XIXe siècle au début du XXe siècle. Ces objets permettent de reconstituer la vie quotidienne des habitants. Le musée occupe l'emplacement de deux anciennes synagogues.

## Photographies
Par accord  entre la Wikimedia.org et des autorités israéliennes, plusieurs collections de photographies de Yichouv sont accessibles librement, provenant des archives :
- du Palmah,
- du fonds Moshe Sharett,
- du Government Press Office (GPO),
- du Jewish National Fund (JNF),
- des archives centrales sionistes (CZA),
- de la Israel Securities Authority (ISA).